# 문화의 향기
《문화의 향기》는 2017년 4월 12일부터 2018년 5월 30일까지 방송되었던 시사교양 프로그램이었다.

## 기획 의도
각박한 일상을 살아가는 사람들을 위하여 문화를 통해 위로하고 감성을 더하는 장(場)이 열렸던 시사교양 프로그램이었다.

## 진행자
| 역대 | MC     | MC     | 진행 기간                         |
| 역대 | 남성   | 여성   | 진행 기간                         |
| ---- | ------ | ------ | --------------------------------- |
| 1대  | 조재혁 | 정지원 | 2017년 4월 12일 ~ 2017년 7월 19일 |
| 임시 | 한상권 | 정지원 | 2017년 7월 26일 ~ 2018년 2월 28일 |
| 2대  | 이상호 | 조수빈 | 2018년 3월 7일 ~ 2018년 5월 30일  |

## 구성
| 코너명           | 비고 |
| ---------------- | --- |
| 문화 자화상      | ‘나의 향기에 스며든 문화를 말하다’ 스타와 명사 등 그들의 인생에 한 부분을 차지하는 예술에 대하여                             |
| 향기 있는 다락방 | 예술 작품이 왜 어려울까? 난해해서? 어렵고 난해하였던 예술 작품이 이제 쉽고 재미난 해석을 통해 친숙한 예술 작품으로 다가간다. |
| 거리로 예술로    | 다양한 예술 장르의 아티스트가 거리로 나왔다!                                                                                 |
| 문화게시판       | 문화 전문가들이 추천하는 공연, 전시 소개, 연출자, 출연자 등이 말하는 관람 포인트                                             |

## 시청률
- AGB 닐슨 미디어리서치

| 회차 | 연도   | 방송일    | 전국 시청률(증감치) |
| ---- | ------ | --------- | ------------------- |
| 1회  | 2017년 | 4월 12일  | 1.5%                |
| 2회  | 2017년 | 4월 19일  | 2.6%                |
| 3회  | 2017년 | 4월 26일  | 1.4%                |
| 4회  | 2017년 | 5월 3일   | 1.3%                |
| 5회  | 2017년 | 5월 10일  | 1.1%                |
| 6회  | 2017년 | 5월 17일  | 1.3%                |
| 7회  | 2017년 | 5월 24일  | 1.8%                |
| 8회  | 2017년 | 6월 7일   | 1.6%                |
| 9회  | 2017년 | 6월 14일  | 2.0%                |
| 10회 | 2017년 | 6월 21일  | 1.6%                |
| 11회 | 2017년 | 6월 28일  | 1.8%                |
| 12회 | 2017년 | 7월 5일   | 1.6%                |
| 13회 | 2017년 | 7월 12일  | 2.0%                |
| 14회 | 2017년 | 7월 19일  | 1.6%                |
| 15회 | 2017년 | 7월 26일  | 1.8%                |
| 16회 | 2017년 | 8월 2일   | 1.3%                |
| 17회 | 2017년 | 8월 9일   | 1.5%                |
| 18회 | 2017년 | 8월 23일  | 1.7%                |
| 19회 | 2017년 | 9월 13일  | 2.5%                |
| 20회 | 2017년 | 9월 20일  | 2.1%                |
| 21회 | 2017년 | 9월 27일  | 2.6%                |
| 22회 | 2017년 | 10월 11일 | 1.8%                |
| 23회 | 2017년 | 10월 18일 | 1.6%                |
| 24회 | 2017년 | 10월 25일 | 2.1%                |
| 25회 | 2017년 | 11월 1일  | 1.5%                |
| 26회 | 2017년 | 11월 8일  | 1.7%                |
| 27회 | 2017년 | 11월 22일 | 1.7%                |
| 28회 | 2017년 | 11월 29일 | 1.7%                |
| 29회 | 2017년 | 12월 6일  | 1.5%                |
| 30회 | 2017년 | 12월 13일 | 1.9%                |
| 31회 | 2017년 | 12월 20일 | 1.7%                |
| 32회 | 2017년 | 12월 27일 | 1.8%                |
| 33회 | 2018년 | 1월 3일   | 미집계              |
| 34회 | 2018년 | 1월 10일  | 1.3%                |
| 35회 | 2018년 | 1월 17일  | 2.5%                |
| 36회 | 2018년 | 1월 31일  | 1.4%                |
| 37회 | 2018년 | 2월 7일   | 1.7%                |
| 38회 | 2018년 | 2월 28일  | 1.6%                |
| 39회 | 2018년 | 3월 7일   | 1.3%                |
| 40회 | 2018년 | 3월 14일  | 1.4%                |
| 41회 | 2018년 | 3월 21일  | 1.4%                |
| 42회 | 2018년 | 3월 28일  | 1.9%                |
| 43회 | 2018년 | 4월 4일   | 1.5%                |
| 44회 | 2018년 | 4월 11일  | 1.7%                |
| 45회 | 2018년 | 4월 18일  | 1.6%                |
| 46회 | 2018년 | 5월 2일   | 1.2%                |
| 47회 | 2018년 | 5월 9일   | 1.3%                |
| 48회 | 2018년 | 5월 16일  | 1.7%                |
| 49회 | 2018년 | 5월 30일  | 0.9%                |

## 타이틀 변천사
| 기수 | 타이틀          | 방송 기간                         |
| ---- | --------------- | --------------------------------- |
| 1기  | 한밤의 문화산책 | 2009년 4월 24일 ~ 2013년 4월 4일  |
| 2기  | 문화 책갈피     | 2013년 4월 14일 ~ 2014년 6월 2일  |
| 3기  | 문화의 향기     | 2017년 4월 12일 ~ 2018년 5월 30일 |